# Тековське Лужани
Тековське Лужани (словац. Tekovské Lužany) — село, громада округу Левіце, Нітранський край. Кадастрова площа громади — 43.94 км².
Населення 2810 осіб (станом на 31 грудня 2018 року).

## Історія
Тековське Лужани згадуються 1156 року.

## Населення
| Рік:            | 1994. | 2004.   | 2014.   | 2024.   |
| --------------- | ----- | ------- | ------- | ------- |
| Кількість осіб: | 2868  | 2937    | 2860    | 2825    |
| Різниця:        |       | +2,40 % | -2,62 % | -1,22 % |

| Рік:            | 2023. | 2024.   |
| --------------- | ----- | ------- |
| Кількість осіб: | 2810  | 2825    |
| Різниця:        |       | +0,53 % |